# 仮面ライダー555
『仮面ライダー555』（かめんライダーファイズ、欧文表記:MASKED RIDER Φ's） は、2003年1月26日から2004年1月18日まで、テレビ朝日系列で毎週日曜8時から8時30分（JST）に全50話が放映された、東映制作の特撮テレビドラマ作品。仮面ライダーシリーズ初の地上デジタル放送でもある。
キャッチコピーは「疾走する本能」。

## 概要
平成仮面ライダーシリーズの第4作。前作『仮面ライダー龍騎』とは異なり、劇中で「仮面ライダー」という名称は用いられていない。
従来描かれることの少なかった怪人側のドラマにも本格的にスポットが当てられ、怪人（オルフェノク）へと変わってしまった者たちの苦悩が描かれている点が、本作品の大きな特色である。怪人の人間ドラマを描くことは、「ヒーローが殺人者に見えてしまう」というデメリットから敬遠されていたといい、「仮面ライダーシリーズ」での作劇は初の試みであった。
『仮面ライダー龍騎』同様にライダーに変身する人間が善良とは言えない者だったり、本作品では逆に怪人・オルフェノクにも彼らなりに正しい心を持つ者がいたりと、単純な善悪二元論では割り切れない群像劇が織りなされた。従来のシリーズ同様に児童層を意識しながらも、登場人物同士の様々な人間関係を前面に押し出した重くシリアスな物語が展開されている。劇中では「人間と怪人の共存」が作中のテーマとして取り上げられ、ライダーに変身する主人公・乾巧も中盤以降、人間に危害を加えない、あるいは改心する見込みのあるオルフェノクに対しては止めを刺さないというスタンスを採っている。様々な立場のオルフェノクと人間、それぞれの思惑が交錯する入り組んだストーリーは、シリーズ中でも特に複雑なものとなっている。また、作中でも登場人物たちが相互に変身している人物が不明確であるがゆえの誤解や、他者の謀略による行き違い、感情のすれ違いなどから衝突や殺し合いに発展するなど、「誰を信じ、誰を信じないか」という極めて難解なテーマも掲げている。
また、体の灰化、新しいベルトの実験でベルトを付けた人間の消滅、といった描写に見られるように、従来よりもホラー色の強い作品にもなっている。パイロット版監督の田﨑竜太は、子供番組として「死」を表現することもテーマとして掲げている。
外付けかつ自由に携帯可能な変身ベルトを用いて変身する設定が本格的に取り入れられた作品であり、その要素は後のシリーズでも受け継がれている。そのため、劇中に登場する各ライダーにも複数の変身者が存在し、時には敵であるオルフェノクがライダーに変身することもある。ただし、変身アイテムの他に契約を必要としていた『龍騎』のように、適合性を備えていない者は繰り返しの変身、あるいは変身自体ができないため、「条件が満たされていないと仮面ライダーの資格がない」という点で従来の要素もまだ活きている。本作品ではアイテムの争奪戦が物語の主軸の一つとなっており、脚本の井上敏樹は本作品を「主人公はベルト」「3本のベルト物語」と評している。また、「変身ベルト」と呼ばれていた従来のイメージを払拭させるため、シリーズでは初めて「ベルト」ではなく「ドライバー」という名称になった。

## あらすじ
西暦2003年。九州で一人旅をしていた青年乾巧は、そこに居合わせた少女園田真理とともに、謎の怪人オルフェノクに襲われる。真理は持っていたベルトを装着して超戦士ファイズに変身しようとするが失敗し、無理やり巧にベルトを着け、彼をファイズに変身させることで窮地を脱した。どうやらオルフェノクたちは、そのベルトを狙って真理を襲ったらしい。その後2人はクリーニング屋の菊池啓太郎と出逢い、事情を知った彼の勧めにより東京にある彼の家で3人の共同生活を始めることになる。
一方、東京で暮らしていた青年木場勇治は、2年前の居眠り運転のトラックによる交通事故によって両親を失い、自らも2年間の昏睡状態を経て死亡したかに見えた。しかし、勇治は病院で謎の蘇生を遂げ、周囲を混乱させる。自らも混乱したまま帰宅する勇治だったが、自宅は既に他人のものとなっていた。叔父一家が自分が眠っている間に財産を根こそぎ利用していた事実を知り、恋人が自分を裏切り従兄弟と交際していることを知った勇治は、異形の怪物に変身し、従兄弟と恋人を手にかけてしまう。
醜悪な肉体変貌と犯した罪に絶望する彼の前にスマートレディという女性が現れ、事の真相を告げる。勇治は一度の死亡により、オルフェノクとして覚醒したのだった。スマートレディが属するオルフェノクの組織スマートブレイン社に囲い込まれた勇治は、同じようにオルフェノクとして覚醒した長田結花と海堂直也の2人と行動を共にするうちに、人類を敵視するスマートブレイン社の姿勢に反発し、人類とオルフェノクの融和を考えるようになる。
巧と勇治。2人の男の物語を中心に、ベルトを、ひいては人類の未来を巡って、オルフェノクと人類の戦いが幕を開けた。

## オルフェノク
本作品における敵。人間が一度死を迎えた後に知的生命体へと再度覚醒した人類の進化型。通常の人間として病死や事故死を経て自ら覚醒する場合と「使徒再生」（後述）により覚醒する場合の2通りの覚醒パターンがあるが、前者のパターンで覚醒したオルフェノクは「オリジナル」と呼ばれ、その数は希少ながら全体的に高い能力を持つ傾向にあり、いずれもオルフェノク因子を持った者のみが覚醒する。なお、オリジナルであることがはっきりわかるのは乾巧、木場勇治、長田結花の3名と、澤田亜希を除くラッキー・クローバーのメンバーのみである。また、実験段階ながら人為的な操作によって作り出されたオルフェノクも存在する。
通常外見は人間だった時と同一で、オルフェノク同士でも人間との区別がつかないが、自らの意志で細胞の配列を組み替えることで地球上の動植物一種の性質や外見と、それに見合った特殊能力を具えた異形な姿へ変化する（複数の形態を併せ持つ者もいる）。それは動植物のほかにその者が潜在的に抱いている「戦う姿」としてスポーツ選手や戦士などを彷彿とさせる意匠が具体化したものである。どの個体も体色は灰色が基調であるが、これは“死”や“滅亡”のイメージ（具体的には“死体”）を表している。変化する場合、瞳が灰色になり、顔にオルフェノクの顔のシルエットが浮かび上がる。オルフェノク状態で人間の言葉を発する際には、足元の影が青白い裸身の人間の上半身になる。力を物にしたオルフェノクは、人間態でもある程度はその力を発揮することが可能であり、並のオルフェノク相手ならば戯れ程度に薙ぎ倒す。また、オルフェノクになったからといって傷病などを負わなくなるわけではなく、風邪をひいたり体調を崩すこともあるなど、通常時においては人間とさほど変化はない。また、普通のオルフェノクは人間態の時は人間並の力しか出せないが、体自体は頑丈になっており、勇治は人間態で超高層ビルからの飛び降り自殺を図った際にも傷一つ負っていない。
全てのオルフェノクには、腹部に共通の紋章である「死と再生」を表すオルフェノクレストがある。これは3方向に伸びた矢印であり、3つの矢印がそれぞれ「命あれ」「形あれ」「姿あれ」と願う“心”を象徴していて、人間がオルフェノクへと進化する段階を表している。
オルフェノクは人間の中から半ば自然的に発生する存在であるため、種全体として組織化されているわけではない。オルフェノクとして覚醒した者が現れると、スマートブレイン社はいち早く接触を図って同種として受け入れ、オルフェノクに関する知識と援助を与える一方で、管理下に置こうとする。しかし、スマートブレイン社の情報収集能力や統制力には限界があり、オルフェノクに覚醒後もスマートブレイン社に従わない者、スマートブレイン社に知られないまま過ごす者も存在する。
オルフェノクの多くはその力に溺れて人間性を喪失し（三原曰く、本当に怖いのはオルフェノクの力じゃなく、力に驕れる人間の弱い心）、人間社会に紛れて生活しながらも密かに人間を襲い（仲間を増やすことにも繋がる）、人間との共存が不可能だと考えて自分たちだけの世界を作ることを目指す。勇治たちのように共存を望む者や、人間として生きようとする者もいるが、人間を殺めるのも由としないオルフェノクはスマートブレイン社から「裏切り者」と称され、刺客による抹殺の標的にされる。ただし、人間を襲う者はブラックリストには載っていないため、海堂を倒すために現れた琢磨は海堂を庇った結花を襲わなかった。
なお、彼らの存在意義は「いずれ地球の代表者として“何者か”と戦うために生まれてきた」「地球意志が、人からさらに次元の進んだ存在を造り、人と競わせることで精神の進化を促しているようでもある」「地球上の生物全てを背負ったオルフェノクという種そのものが、いずれ“ノアの方舟”になるのではないか」とされ、そういう意味では彼らの心自体は人と何ら変わらないという。
オルフェノクは最期の時、青白い炎を噴き出して灰になって死を迎える。強力なフォトンブラッドによる攻撃（ライダーの必殺技）を受けて倒された場合は、青い爆発と共に瞬時に灰と化す。また、寿命が近づくと時々体がわずかに灰化し、死期には一気に灰となって崩れる。
オルフェノクへの進化は極めて急激になされ、その急激な進化に多大な負担を強いられて肉体が急速に滅びて耐えきれないため、長寿の生命が保てず、個体差はあるものの、死に至る病と同様にいずれは肉体が灰となって崩れ去り、滅びの時が訪れる運命にある。オルフェノクの王の力に頼ることで、真の力と永遠の命を得られるが、その場合人間としての部分を消滅しなければならないため、元の人間の姿には戻れない。
- 「オルフェノク」という名称は、ギリシア神話に登場する「オルフェ（Orpheus）」と旧約聖書に登場する「エノク（Enoch）」をかけあわせた造語であるとされている[11]。

制作関連
顔に文様が浮かぶ表現にはテクスチャマッピングが用いられており、3D化した顔の表面を文様のデータが皮膚の移動を追いかけるため、口の動きにも違和感なく対応している。パイロット版監督の田﨑は「技術の進歩によって表現可能になったアイデア」と評している。
オルフェノクの影が喋るという案は、プロデューサーの白倉の「口をパクパクさせる以外の方法で怪人が喋る表現を考えて欲しい」という要望を受けて田﨑が考えだした。基本的には合成で表現されているが、第2話でのトンネルの中のシーンでは撮影時に映写している。
デザインを担当した篠原によると、オルフェノクのコンセプトカラーが「白」であったのも「死と再生」をイメージしているため、オルフェノクレストも「死と再生」を象徴するものになったという。
初期の段階では名前や配置、一度死んだ者がオルフェノクとして蘇ることは決まっていたが、外見は指定されておらず、半人半獣のケンタウロスのようなものを表現しようと思っていたため、メインの3人のモチーフは分かりやすく馬、鳥、蛇となった。平成仮面ライダーシリーズの怪人は『クウガ』以来常に動物モチーフだったため、一度死んでいるということから動物の骨や死骸をモチーフにすることで新鮮な切り口となっている。その後、諸事情で骨の要素がなくなり、白一色の全身が通るようになった。「一度死んだ人間が覚醒し人類の進化形態として蘇る」という設定から、全身を死のイメージから灰色に染め、カラーリングもモノトーンで統一している。

### 使徒再生
オリジナルのオルフェノクが人間の内臓にオルフェノクエネルギーを注入して覚醒を促してオルフェノク化させる行為で、内臓の破壊方法はオルフェノクの特質ごとに差異がある。主に体の一部を使徒再生能力がある触手に変化させ、人間の口や鼻を通して内臓部分に到達させる。使徒再生の触手はガラスなども通り抜ける特殊な触手で、車などのガラス張りの乗り物の中にいる人間を、密閉された状態で殺害することが可能である。使徒再生を受けた人間がオルフェノクとして覚醒することはごく稀であり、多くの場合は一度再生するも肉体がエネルギーに適応できず、灰化して崩れ落ちてしまう。通常の人間にとっては実質、殺人と同義の行為である。

### ラッキー・クローバー
オルフェノクのスマートブレイン社社長直轄の非公式集団。村上曰く「オルフェノクの中でも上の上」の特殊能力を持つ上級オルフェノクの精鋭4人で構成され、スマートブレイン社から豪華な邸宅の提供や施設の自由な利用など、様々な特典が用意されている。メンバーの一人である琢磨は、ラッキー・クローバーは協力者であって部下ではないと村上に釘を刺しており、定数は名称通り4名を絶対としているが、村上の意向であっても既存のメンバーが了解しなければ入会することができないという不文律がある。初登場時メンバーは、琢磨逸郎（センチピードオルフェノク）、影山冴子（ロブスターオルフェノク）、ジェイ（クロコダイルオルフェノク）、北崎（ドラゴンオルフェノク）の4人。ジェイの死亡後は1つの空席を巡って複数のオルフェノクが候補となり、一度は澤田亜希（スパイダーオルフェノク）がジェイの後釜となるが、デルタギアを流星塾のメンバーに渡したことが原因で、村上の怒りを買って放逐される。その後、澤田によって殺害された真理の蘇生と引き換えに、オルフェノクの本性を現した乾巧が一時的に加わるが、ファイズギアを託した木場勇治に殺されるのを望んでの行為であり、それに失敗すると逃亡し脱落する。また終盤では冴子が、人知れず殺戮を繰り返していた長田結花を村上が推挙したことでラッキー・クローバー候補に推薦するべく勧誘したが、断られたため彼女を殺害している。
- 初期メンバー4人のモチーフ配置は『キカイダー01』に登場したハカイダー四人衆を倣っている[18][13]。

## 設定
西洋洗濯舗 菊池
菊池啓太郎の実家である、東京都東中野周辺にある創業百年の老舗クリーニング店。別称「菊池クリーニング」。第49話で創業100周年を迎える。啓太郎の両親がアフリカにてクリーニング店開設に奔走していたため、しばらく休業状態だった。2階立ての一軒家で、初登場の第5話より啓太郎の帰省で営業を再開すると同時に、巧と真理が住み込みでアルバイトをするようになる。第14話からは雅人も同居する。
第26話での巧の話によると、世の中に奉仕するためクリーニング代を値下げしており、思い付きでバイトをも増やしたため、経営状態は赤字寸前なほど芳しくないらしいが、啓太郎は店を一時期手伝おうとしないことがあった巧らを見てやけを起こし、バイト募集を呼びかけたこともあり、沙耶もバイト店員として働くこととなった。また、短期間ではあるが、結花も働いている。
終盤では、アークオルフェノクを宿す照夫も他のオルフェノクから匿うために引き取る。

スマートブレイン社
東京都内の超高層ビルを本社とする巨大複合企業（コングロマリット）で、「未来創造」を企業理念に掲げ、重工業や電子技術を中心に、食品から医療までと幅広い業種に事業展開を行っている「社会の公器」として表面上では活動している。劇中序盤ではたびたびイメージCMが流されるなど、社会的認知度が高い日本有数の大企業であるが、開発された製品は市場に流通していないなど、世間の人々にとってはその実態は謎に包まれた企業でもある。
その実態は人類にとって代わろうとするオルフェノクによる世界制覇を目的とするオルフェノクたちの秘密結社である。社員や幹部の多くがオルフェノクに覚醒した人間で占められており、ライダーズギアや関連するツール・マシンの開発、オルフェノクの記号や死者の蘇生オペレーションなど、関連企業は非常に高度な科学力や医学力を有している。
前述のとおり、新たにオルフェノクとして覚醒した者を察知すると、エージェントを派遣し接触を図って同種として受け入れ、オルフェノクに関する知識と援助を与える一方で、管理・支配下に置こうとする。しかし従おうとしない者には、容赦無く抹殺対象と見なす。
序盤では、社長の花形が3つのライダーズギアと共に失踪。これらの捜索を行う中、村上が新社長に就任。以降ライダーズギアの奪還・オルフェノクの裏切り者の抹殺・オルフェノクの王の捜索といった活動を激化させて行く。
しかし、ファイズギアを所有する巧たちとの連戦で、多くのオルフェノクが倒されていき、ライダーズギアの奪還は一向に進行しなかった。
終盤ではオルフェノクの王の出現を確認したが、花形の復帰に伴った勇治の新社長就任で村上は退任に追い込まれた末に自らの命をオルフェノクの王に捧げて死亡。就任初期に勇治はオルフェノクの王の打倒を目指すが、後に滅びる運命にあるオルフェノクの未来のため、オルフェノクの王を迎え入れて種族を存続させ人類との最終決戦に臨もうとした。
だが最終的に勇治も、人類とオルフェノクの共存の可能性を信じて戦死。相次いで要人が死亡し、企業維持が困難となったためか、最終回ラストシーンで本社ビル内の設備が撤去されるなど企業体としては解体・倒産を暗示させる描写がなされた。

開発ツール・医療技術
ライダーズギア

SB-555 M スマートパッド
専用のメモリーカードを挿入するとインプットされた情報を読み取ってモニターに文章が提示されるなど、機能満載のPDA。物語初期においてスマートレディや勇治が使用しており、冴子や村上も同型のものを使用している。
蘇生オペレーション
亡骸に施すことで死者を蘇生させる手術。スマートブレイン社の陰謀で一度死んでしまった流星塾生は、これを受けて蘇生した。後に澤田の手で再び命を落とした真理は、巧の計らいで2度目のオペを受けて復活している。重傷を負った真理が一度運び込まれた緑ヶ丘病院の医師は真理の体が大きな事故に以前遭い、現代医学の領域を超えた特別な治療が施された痕跡がある普通ではないものと巧と雅人に説明している。
オルフェノクの記号
人工的にオルフェノクを生み出す実験で、同窓会の日に惨死した流星塾生たちに埋め込まれた人為的に人間を人造オルフェノク化させるオルフェノク因子。DNAか既存のオルフェノクの細胞のようなものと思われるが、詳細は不明。澤田以外の塾生はオルフェノク化しなかったが、記号の力にある程度順応できた者は、ライダーズギアを使いこなすことが可能となった。
関連企業・施設
スマートブレイン・テクノロジー
ロボット工学・技術開発部門。ライダーズギアや電化製品を開発した。スマートブレイン・モータースと共同開発でバリアブルビークルを設計製作した。
スマートブレイン・モータース
自動車工業部門。オートバジンをはじめとするバリアブルビークルを開発した。
スマートブレイン・インダストリアル
工業意匠部門。スマートブレイン・モータースと共同でジェットスライガーを開発した。
スマートブレイン・マテリアル
化学部門。ライダーズギアを構成する人工の超合金ソル・メタニウムや、劇場版に登場したサイガギアとオーガギアに使用されている新素材の超硬金属ルナメタルを開発した。
イーグルサット
ライダーズギアをサポートする地球の衛星軌道上を回る軍事人工衛星。本部のマザーコンピューターとリンクして、ライダーそのもののデータの収集・分析や、ライダーズギアを装着して変身成功した者に、電子分解したスーツや変身・修復・アップデートプログラムを転送・送信する。
第39話ラストのファイズ ブラスターフォーム初登場シーンで、はじめて全体像が描写された。
ホークアイ
ライダーズギアをサポートするスパイ衛星。ライダーズギアを装着して変身成功した者と通信し、情報面でサポートを行う。
スマートブレイン研究所
第1話冒頭に登場した施設。完成した3本のベルトの実験を行っている最中に、ゴートオルフェノクの襲撃を受けた。
創才児童園 フレンズホーム
第37話以降に登場する、スマートブレイン社が経営する調布の養護施設。真の目的は、村上がオルフェノクの王を見つけ出すために作られたものであり、人為的に事故や火災を起こして条件を満たした孤児を送り込んで監視するための策だった。照夫が引き取られ、啓太郎と海堂・結花の3人でバザーを開いたこともある。終盤では、三原と里奈が偶然短期アルバイト職員として働く。最終回でスマートブレイン社から離れ、フリーランスの児童養護施設として運営されていくことが暗示された。
スマートブレイン社病院
第39話に登場したスマートブレイン社の医療施設の一つ。特殊医療室にて命を落とした真理に蘇生オペレーションを施した。
最終回では意識を失い搬送された巧を実験台にして、オルフェノクの滅びの仕組みを調べる実験を行った。
Smart Brain Peculiar Medical Laboratory
第48話に登場したスマートブレイン社の特別医療施設。ライオトルーパー部隊に倒された雅人はここに搬送され、花形と再会した。
スマートブレインタワー建設予定地
最終回に登場したスマートブレイン社の大規模な建築物が建てられる予定の平地。ここの地下でオルフェノクの王の覚醒と、最後の戦いが行われた。
スマートブレイン・スーパーアリーナ
劇場版に登場した公開闘技場。ただし、裏切り者のオルフェノクや人間を処刑する公開処刑場となっている。真理の処刑や、ファイズとサイガ・オーガの決闘を見に来た1万人の観客はすべて人間態のオルフェノクである。大型モニターも設置されており、場外での戦闘も映し出される。
一部がエラスモテリウムオルフェノクの突進で損壊したため、村上は不満の声を上げている。
他作品への登場
『仮面ライダーEVE-MASKED RIDER GAIA-』
漫画『仮面ライダー』の続編となる小説作品。ショッカーが改造したガイボーグ（門脇純 / 後に仮面ライダーガイア）専用のマシン「クルセイダー」に、SMARTBRAINのロゴが描かれたパーツを使用している。
小説『S.I.C. HERO SAGA KAMEN RIDER WIZARD EDITION -魔法使いの弟子-』
『仮面ライダーウィザード』の小説作品。鴻上ファウンデーションとともに「日本三大何をやっているのかよく分からない会社」として名前が登場。

流星塾
花形が「九死に一生を得た子どもたちの中から覚醒する」といわれるオルフェノクの王を捜し出すために、真理や雅人たちを集めて創設した私塾（小学校）兼養護施設。1995年までは運営されていたものと思われる。
2002年11月16日に塾生たちは校庭で同窓会を開いたが、それは一定の年齢内にオルフェノクの王が出現する兆候がなかったため、彼らの遺体を被検体として利用して人工的にオルフェノクを作り出させようとするスマートブレイン社の陰謀であり、北崎とかつての塾生でスマートブレイン社の手先となった青沼によって殺害された塾生たちは、オルフェノクの記号を埋め込まれて蘇生オペレーションが施され、同時に蘇生後に脱走した雅人を除く全員の記憶が書き替えられ、事件は隠蔽されていた。この事件は花形や村上とは違うスマートブレイン社の一派閥が起こしたものだといわれている。
第3話で校舎は異空間を経由してスマートブレイン社本社近くの地下35メートルに埋没し、花形はそこに身を隠し、人類とオルフェノクの最終決戦のためにライオトルーパーのライダーズギアの開発を進めていた。また、地下35メートルに埋没した地下教室とスマートブレイン社本社はエレベーターで繋がっている。校舎が埋没した原因は明らかにされず、第49話で流星塾跡地にやってきた真理たちは、校舎が跡形もなく消失した光景に絶句している。

オルフェノク研究機関
警視庁の南雅彦によって組織された対オルフェノクの科学研究組織。数名の研究員と対オルフェノク機動隊である武装警官隊が所属している。
所有する最新の医療・科学設備を設置した郊外の人知れぬ洞窟内のオルフェノク研究所でオルフェノクの撲滅を企む南の方針により、捕獲したサンプルのオルフェノクから人間性を排除して怪物として始末するため、捕獲したクラブオルフェノクを利用した人権を顧みない人体実験が行われ、クラブオルフェノクは左半身の機械化を余儀なくされ、人間の姿に戻れなくなった。後に連行した結花をも実験材料として扱い、最終的にクレインオルフェノクへの変化が不能になるほどの負荷を与えている。
結花だけでなく、勇治をも狙って彼らと交戦し、さらに人間側の情報を得ようと画策したスマートブレイン社から公費とは別に運営資金とバットオルフェノクの派遣といった援助を受け、オルフェノクの宿命も突きとめるが、それを村上に報告したことがきっかけでラッキー・クローバーに追われる。だが、最後は結花を死に追いやった理由を作ったとして、勇治の奇襲により研究所は破壊され、南を含むスタッフ全員が惨殺されたため、壊滅した。

## キャスト
過去の特撮作品のメインキャラクターを演じた原田篤（『救急戦隊ゴーゴーファイブ』）や山崎潤（『仮面ライダーアギト』）がレギュラー出演した他、本作品が俳優デビューとなる綾野剛が物語のキーマンを務めた。また、前作『仮面ライダー龍騎』に出演した栗原瞳は、本作品でも引き続きレギュラー出演している。この他、『仮面ライダーゴースト』に声優としてレギュラー出演した悠木碧も、「八武崎碧」名義で幼少期の真理役を演じた。

### レギュラー・準レギュラー
- 乾巧 - 半田健人
- 園田真理 - 芳賀優里亜
- 菊池啓太郎 - 溝呂木賢（3 - 50）
- 木場勇治 - 泉政行（1 - 25,27,29 - 39,41 - 50）
- スマートレディ - 栗原瞳（1 - 12,22 - 26,29,36,46,47,50）
- 長田結花 - 加藤美佳（3 - 25,27,29 - 34,38 - 44）
- 海堂直也 - 唐橋充（5 - 16,18 - 27,29 - 34,36,37,39 - 50）
- 草加雅人[注釈 12] - 村上幸平（13 - 17,21 - 48）
- 三原修二 - 原田篤（33 - 36,38 - 50）
- 花形 - 中康治（25,26,45 - 48）
- 阿部里奈 - 河西りえ（12 - 14,26 - 28,33 - 36,38 - 42,45,46,48 - 50）
- 徳本恭輔 - 佐伯俊（12 - 14,26,27,35,36）[注釈 13]
- 澤田 - 綾野剛（26 - 36,39,40）
- 鈴木照夫 - 渡辺彼野人（32,34,37,40,41,44 - 50）
- 添野錠二 - 石田太郎（2,4 - 6,8,10,16,18,19,37 - 42,47,50）
- 沢村刑事 - 岩川幸司（2,4 - 6,8,10,16,37 - 45,47,50）
- 南雅彦 - 小川敦史（41 - 45）
- J - ケネス・ヅリア（11 - 14,18,19）
- 琢磨逸郎 - 山崎潤 （11 - 15,20 - 33,35 - 38,40,41,45 - 50）
- 影山冴子 - 和香（11 - 15,19 - 29,31 - 38,40,41,44 - 50）
- 北崎 - 藤田玲（28 - 33,38 - 41,45,47 - 49）
- 村上峡児 - 村井克行（9 - 12,14,18 - 29,33 - 39,41,43,45 - 47）
- 幼い真理 - 八武崎碧
- 幼い雅人 - 伊藤祐介
- 幼い澤田 - 柴崎憂

### 声の出演
- アークオルフェノク - 家中宏（47,49,50）
- ナレーション、ドライバー音声 - 假野剛彦

### ゲスト
- 千恵 - 勝村美香（1 - 3）
- 木場一彰 - 阿部進之介（1,2）
- 牧野大介 - 小山裕達（1）
- 野間航平 - 杉内尚（1）
- 井沢博司 - 木下政信（1）
- 木場勇治の父[注釈 14] - 加瀬慎一（1）
- 木場勇治の伯父[注釈 14] - 入川保則（1）
- 木場勇治の母[注釈 14] - 竹井みどり（1）
- コートの男 - 永沢巽（2）
- 質屋[注釈 14] - つじしんめい（2）
- 水野和史 - 大口兼悟（3,10,21,25）
- 板垣哲生 - 深沢敦（3,10,21,24,25）
- 青木 - 田中仁浩（3）
- 赤井 - 山﨑勝之（3,4）
- 緑川 - 佐藤幹雄（3,4）
- 長田道子 - 大久保綾乃（3,4）
- 結花の父 - 樋渡真司（3,4）
- 結花の母 - 落合ひとみ（3,4）
- 長田道子の友人 - 佐藤寛子、松坂紗良（3,4）
- マスター - 吉満涼太（5）
- 戸田英一 - 影丸茂樹（5）
- 工場主 - 永田耕一（6）
- 管理人 - 山田和男（6）
- 黒田和彦 - 山本一輝（7,8）
- おばさん - 小柳友貴美（7）
- 島地貴子 - 中上ちか （7,8,18）
- 眼鏡の男 - 八木正純（7,8）
- 教授 - 小倉一郎（7,8）
- 添野ひかる - 三訳真奈美（8,18,38,42,50）
- 覆面の男 - 鈴木浩司（9,10）
- 主婦 - 住吉理栄（9）[26]、大葉ふゆ（18）
- 社員 - 新井律男（9,18）、伊藤慎（48）
- 主人 - 芝崎昇（10）[27]
- 犬飼彰司 - 渡辺琢磨（11,12,35,36）[注釈 13]
- 神道貴久 - 近田慎太郎（12）
- 西田清高 - 河崎芳明（12,35,36）[注釈 13]
- 上条晴子 - 林裕子（12,13）
- 増田教諭 - 山西道広（12,13,35,36）[注釈 13]
- 草加一郎 - 若林誠（13）
- 事務員 - 河野景子（13）
- 不良 - 井田延、加藤智巳、綱島渉（15）[28]
- 自転車の男 - 田口亮（16,17）
- 森下義正 - 松尾敏伸（16,17）
- 青年 - 新井誠明（17）[29]
- 倉田恵子 - 新穂えりか（18,19）
- 倉田幸子 - 長谷部香苗（18,19）
- ピエロ - 立川真也[注釈 15]（18,19）
- 野間茂久 - 皆川猿時（20,21）
- 大野木 - 坂田鉄平（20,21）
- 中年の男 - 吉原丈二（20）[30]
- 体育会系の男 - 保科光志（20）[31]
- サラリーマン風の男 - 河野達郎（22）
- 浩一 - 田村圭生（22,23）
- 小林義雄 - 内山眞人（24,25）
- 新井賢 - 本田博仁（26,27）
- 河内勇樹 - 檜尾健太（26,27,35,36）[注釈 13]
- 伊藤麻美 - 倉澤薫（26）
- クラブの男 - 森嶋將士（26）
- 木村沙耶 - 斉藤麻衣（26 - 28,35,36）[注釈 13]
- ゴージャスな中年の男 - 舘正貴（31,32）
- カップル - 矢代和央、河西雪絵（31）[32]
- 太田信吾 - 川久保拓司（33 - 36）[注釈 13]
- 村上の部下 - 大塚幸太（33）、千葉誠樹（33 - 35）
- 医師 - 柴田林太郎（33,34）、上田茂（46,50）
- 女性職員 - 尾上博美（34,37）[33]
- 木下 - 和田大法（35,36）
- 青沼 - 栗原一馬（35,36,39）
- 若い男 - 高畑雄亮（36）、青戸昭憲（37）
- 養護施設の子供 - 染谷将太（37）
- 眼鏡の男 - 白井雅士（37,38）
- 研究員 - 山本東（41 - 43,45）
- 鈴木照夫の影 - 小林俊（45,47）
- サングラスの男 - 大塚太心（45）
- 金髪の男 - 金原泰成（45,46）
- 革ジャンの男 - 成田浬（46）
- 役員 - 加藤四朗、髙尾一生（46）[34]
- 現場監督 - 井上敏樹（50・特別出演）

### スーツアクター
各話オルフェノクおよびドラゴンオルフェノク担当の渡辺淳は、本作品でスーツアクターとしてデビューした。
- 仮面ライダーファイズ[出典 1][注釈 16]、ウルフオルフェノク[41]、乾巧吹き替え[42]、海堂直也吹き替え[43]、センチピードオルフェノク[44][45]、仮面ライダーカイザ[46][47]、シーキュカンバーオルフェノク[46] - 高岩成二
- 仮面ライダーファイズ（赤井）[39]、仮面ライダーカイザ[出典 2]、ホースオルフェノク[48] - 伊藤慎
- 仮面ライダーデルタ[出典 3]、オートバジン[出典 4]、スコーピオンオルフェノク[52]、スティングバグオルフェノク[53]、木場一彰吹き替え[54] - 押川善文
- クロコダイルオルフェノク[55]、アークオルフェノク[48]、アルマジロオルフェノク[44]、ソードフィッシュオルフェノク[56]、スタッグビートルオルフェノク[56] - 岡元次郎
- クレインオルフェノク[57]、スパイダーオルフェノク[57]、木場勇治吹き替え[54] [58]、仮面ライダーファイズ（代役）[50]、エキセタムオルフェノク[59]、フライングフィッシュオルフェノク[44]、トードスツールオルフェノク[52]、ドルフィンオルフェノク[52]、ワームオルフェノク[52]、センチピードオルフェノク[46] - 永瀬尚希
- オートバジン[60]、クロコダイルオルフェノク[60]、センチピードオルフェノク[61] - 矢部敬三
- クレインオルフェノク[44]、ロブスターオルフェノク[52]、シーキュカンバーオルフェノク[46]、仮面ライダーカイザ[46]、ローズオルフェノク[46]、スパイダーオルフェノク[53]、フロッグオルフェノク[53]、スティングバグオルフェノク[53] - 水谷健
- ドラゴンオルフェノク[35]、ワームオルフェノク[46]、ラビットオルフェノク[46]、ローズオルフェノク[46]、ライノセラスビートルオルフェノク[56] - 渡辺淳
- センチピードオルフェノク[46]、ワームオルフェノク[46]、スネークオルフェノク[46]、オートバジン[53] - 葉都英樹
- オルフェノク[62] - 岩上弘数
- 園田真理吹き替え[63] 、長田道子吹き替え[54] [注釈 17] - 橋口未和

## スタッフ
脚本は井上敏樹が全エピソードを担当している。東映特撮で30分番組4クールの作品で全話脚本を行ったのは、上原正三（『宇宙刑事シャイダー』）、浦沢義雄（不思議コメディーシリーズの数作品）、小林靖子（『美少女戦士セーラームーン』）、そして井上の父である伊上勝（『仮面の忍者 赤影』）などがおり、親子2代で同じ記録を残したことになる。
この他、キャラクターデザインには前作より引き続きの参加となる篠原保が、音楽面ではゲームやアニメ作品を中心に劇伴を手がける松尾早人が起用された。松尾は東映作品としては現時点で唯一の登板となる。
またカメラ面では、平成仮面ライダーシリーズをメインで担っている倉田幸治は本作品が撮影技師としてのデビュー作となった。
- 原作 - 石ノ森章太郎
- 連載 - テレビマガジン、てれびくん、幼稚園、めばえ、たのしい幼稚園、おともだち
- プロデュース - 濱田千佳（テレビ朝日）、白倉伸一郎、武部直美、宇都宮孝明
- スーパーバイザー - 小野寺章（石森プロ）
- 脚本 - 井上敏樹
- 監督 - 田﨑竜太、長石多可男、石田秀範、田村直己（テレビ朝日）、鈴村展弘
- 音楽 - 松尾早人
- 特撮監督 - 佛田洋（特撮研究所）
- 撮影 - 松村文雄、いのくままさお、倉田幸治
- 美術 - 大嶋修一、木村光之
- 編集 - 長田直樹
- アクション監督 - 宮崎剛、村上潤[64]、石垣広文[64] [注釈 18]（ジャパンアクションエンタープライズ）
- 助監督 - 鈴村展弘、田澤裕一、柴﨑貴行、山口恭平、杉原輝昭、佐古純一郎 ほか
- キャラクターデザイン - 早瀬マサト
- クリーチャーデザイン - 篠原保
- VFX - （株）特撮研究所、モーターライズ、マリンポスト、日本映像クリエイティブ
- 技術協力 - オーエイギャザリング、東映ラボ・テック、KYORITZ
- 制作 - テレビ朝日[注釈 1]、東映、ADK

## 音楽
仮面ライダーファンを公言しているISSA（DA PUMP）が主題歌の歌唱を担当した。
主題歌「Justiφ's」（第2 - 49話）
作詞 - 藤林聖子 / 作曲 - 佐藤和豊 / 編曲 - 中川幸太郎 / 歌 - ISSA
サビの直前でその回のワンシーンがピックアップされている。
本曲が唯一使用されなかった第1話では、アバンタイトルにスタッフクレジットが表示された。また17話では挿入歌として、最終話ではエンディングとしてそれぞれ使われている。

挿入歌
放送フォーマットとしてのエンディングは存在しないが、EDテーマと呼ばれる楽曲は従来通り制作されている。これらの曲は、各話のクライマックスで挿入歌的に使われた。
「Dead or alive」（第2 - 19話）
作詞 - 藤林聖子 / 作曲 - 吉田勝弥 / 編曲 - 近藤昭雄 / 歌 - 石原慎一
「The people with no name」（第21 - 32話・第39話）
作詞 - 藤林聖子 / ラップ詞 - m.c.A・T / 作曲 - 渡部チェル / 編曲 - RIDER CHIPS / 歌 - RIDER CHIPS Featuring m.c.A・T
詞が異なる「Rap #1 version」も存在する。シングルはオリジナルバージョンが限定盤、Rap #1 versionが通常盤として発売された。
「EGO 〜eyes glazing over」（第33・37・38・41・45話）
作詞 - 藤林聖子 / 作曲・編曲 - 渡部チェル / 歌 - ICHIDAI
「Justiφ's -Accel Mix-」（第40話）
作詞 - 藤林聖子 / 作曲 - 佐藤和豊 / 編曲 - 三宅一徳 / 歌 - ISSA
本来は劇場版の主題歌として用意されたもの。

イメージソング・キャラクターソング
本作品のキャラクターソングはシングルCDとミニ写真集がセットになった『仮面ライダー555 フォトブック1〜8』が、乾巧・園田真理・菊池啓太郎・草加雅人・木場勇治・長田結花・海堂直也・スマートレディからそれぞれ発売された。
以下は「夢のかけら〜Romantico」の演奏があったのみでいずれも作中未使用。
「Double Standard」
作詞 - 藤林聖子 / 作曲 - 森重卓 / 編曲 - camino / 歌 - JUN
乾巧のイメージソング。
「Hang on」
作詞 - 藤林聖子 / 作曲 - 佐藤和豊 / 編曲 - 籠島裕昌 / 歌 - 菊池啓太郎（溝呂木賢）
菊池啓太郎のキャラクターソング。
「I wish」
作詞 - 藤林聖子 / 作曲・編曲 - 小倉健二 / 歌 - 園田真理（芳賀優里亜）
園田真理のキャラクターソング。
「Red rock」
作詞 - 藤林聖子 / 作曲 - 佐藤和豊 / 編曲 - 小倉健二 / 歌 - 竹原智明
草加雅人のイメージソング。
「cross a river」
作詞 - 藤林聖子 / 作曲 - 佐藤和豊 / 編曲 - 籠島裕昌 / 歌 - 木場勇治（泉政行）
木場勇治のキャラクターソング。
「pray for you」
作詞 - 藤林聖子 / 作曲 - 隆勇人 / 編曲 - 辻陽 / 歌 - 長田結花（加藤美佳）
長田結花のキャラクターソング。
「夢のかけら〜Romantico」
作詞 - 藤林聖子・唐橋充 / 作曲 - 幸塚淑夫 / 編曲 - 亀山耕一郎 / 歌 - 海堂直也（唐橋充）
海堂直也のキャラクターソング。
「My name is Smart Lady」
作詞 - 藤林聖子 / 作曲 - 北村英志 / 編曲 - 吉田勝弥・北村英志 / 歌 - スマートレディ（栗原瞳）
スマートレディのキャラクターソング。
「太陽の影 月の夜」
作詞 - 藤林聖子 / 作曲・編曲 - 佐藤和豊 / 歌 - 園田真理（芳賀優里亜）・長田結花（加藤美佳）
「existence〜KAIXA-nized dice」
作詞 - 藤林聖子 / 作曲・編曲 - 佐藤和豊 / 歌 - 谷本貴義
カイザのイメージソング。
「DELTA STRIP〜White Ring」
作詞 - 藤林聖子 / 作曲・編曲 - 吉田勝弥 / 歌 - Ikuo
デルタのイメージソング。
また、第18話では劇中で倉田恵子が「亜麻色の髪の乙女」を歌唱、また第44話では矢沢永吉歌唱の「哀しみの彼方へ」が店内BGMとして使用された。

## 制作

### 企画経緯
本作品の企画は、シリーズの継続や石森プロが参加するかどうかなどが決まらずにスタートが難航し、例年より遅い2002年8月後半ごろに開始された。仮面ライダーシリーズ以外では『人造人間キカイダー』という案も存在したが、仮面ライダー人気が衰えを見せなかったことからシリーズの継続が決定された。本作品は『仮面ライダークウガ』から4作品目となるため、昭和シリーズ4番目の主人公である『仮面ライダーX』も意識したメカニックライダー路線となった。なお、本作品のタイトルの発想は平山亨による『仮面ライダーX』の番組タイトル案の一つ『仮面ライダーGO5号（ゴーゴーゴー）』から得られている。
仮面ライダーのデザインは、子供に描きやすいよう円など幾何学模様をモチーフとしており、また幾何学模様に類似したギリシア文字も取り入れられている。初期案では、前作の影響もありシャチとサメのダブルライダーという案も存在したが、メカニックライダーであることから生物をモチーフとする案は廃された。
シリーズ構成は、前作『仮面ライダー龍騎』がイベント性の高い作品であったため、その反動から本作品では物語性を重視しようと考えられた。怪人側のドラマを描くという方向性も、前作が13人の仮面ライダーが登場するために怪人の扱いが弱くなっていたことへの反省などから生まれたものである。
プロデューサーの白倉伸一郎は、『仮面ライダーアギト』のころから温めていたロードムービー展開を、序盤のみであるが実現させている。

### 玩具展開
携帯電話など電子機器をモチーフにした「ファイズドライバー」を始めとする変身ベルトの玩具は、100万本以上を売り上げる大ヒット商品となった。『仮面ライダーW』のダブルドライバーに抜かれるまで仮面ライダーシリーズの変身ベルトとしては最多売上を誇っていた。
前作『仮面ライダー龍騎』では可動フィギュア「R & M」の売り上げがメインキャラクター以外芳しくなく、ソフトビニール人形「ライダーヒーローシリーズ（RHシリーズ）」の方が好調であったため、本作品ではRHシリーズとサイズを合わせた「S-RHFシリーズ」が展開された。

## 放送日程
各回にはタイトルは無く、ここで「放映題」としているものは新聞のテレビ番組欄やテレビ番組情報誌、テレビ朝日公式ページにて表記されたものである。またシナリオタイトルも、先行して特撮専門誌やホビー情報誌に「仮タイトル」として掲載されることが多いため併記した。脚本は全話井上敏樹のため省略。各話終了後には数本のフォトンブラッドが流れ四角形に形成される演出だった。
登場怪人のうち、長期間にわたって登場したオルフェノクやラッキー・クローバーの面々（クロコダイルオルフェノク、センチピードオルフェノク、ロブスターオルフェノク、スパイダーオルフェノク、ドラゴンオルフェノク）は省略。
| 放送日         | 話数 | 放映題              | シナリオ題   | 登場オルフェノク                                                                                           | 監督       |
| -------------- | ---- | ------------------- | ------------ | --- | ---------- |
| 2003年 1月26日 | 1    | 旅の始まり          | 旅の始まり   | - スティングフィッシュオルフェノク（声：木下政信）                                                         | 田﨑竜太   |
| 2月2日         | 2    | ベルトの力          | 旅の始まり   | - エレファントオルフェノク（声：永沢巽）                                                                   | 田﨑竜太   |
| 2月9日         | 3    | 王の眠り            | 俺の名前     | - オックスオルフェノク（声：田中仁浩）                                                                     | 長石多可男 |
| 2月16日        | 4    | おれの名前          | 俺の名前     | - カクタスオルフェノク（声：山﨑勝之） - マンティスオルフェノク（声：佐藤幹雄）                            | 長石多可男 |
| 2月23日        | 5    | オリジナル          | 3人と3人     | - スクィッドオルフェノク（声：影丸茂樹）                                                                   | 石田秀範   |
| 3月2日         | 6    | 3人×3人             | 3人と3人     | - | 石田秀範   |
| 3月9日         | 7    | 夢の力              | 夢の守り人   | - オウルオルフェノク（声：小倉一郎） - スカラベオルフェノク（声：八木正純）（8話）                         | 田﨑竜太   |
| 3月16日        | 8    | 夢の守り人          | 夢の守り人   | - オウルオルフェノク（声：小倉一郎） - スカラベオルフェノク（声：八木正純）（8話）                         | 田﨑竜太   |
| 3月23日        | 9    | 社長登場            | 上の中の下   | - スネイルオルフェノク（声：鈴木浩司）                                                                     | 長石多可男 |
| 3月30日        | 10   | 謎のライダー        | 上の中の下   | - スネイルオルフェノク（声：鈴木浩司）                                                                     | 長石多可男 |
| 4月6日         | 11   | 謎のベルト          | 上の中の下   | - | 長石多可男 |
| 4月13日        | 12   | 流星塾              | カイザの日   | - | 石田秀範   |
| 4月20日        | 13   | 敵か味方か          | カイザの日   | - エキセタムオルフェノク                                                                                   | 石田秀範   |
| 4月27日        | 14   | 巧の意地            | 落ちた偶像   | - | 田﨑竜太   |
| 5月4日         | 15   | 落ちた偶像?φ's vs χ | 落ちた偶像   | - | 田﨑竜太   |
| 5月11日        | 16   | 人間の心            | 手の平の灰   | - フライングフィッシュオルフェノク（声：田口亮） - アルマジロオルフェノク（声：松尾敏伸）（17話）          | 田村直己   |
| 5月18日        | 17   | 巧、復活            | 手の平の灰   | - フライングフィッシュオルフェノク（声：田口亮） - アルマジロオルフェノク（声：松尾敏伸）（17話）          | 田村直己   |
| 5月25日        | 18   | 九死に一生          | 真っ白の波   | - トードスツールオルフェノク（演：立川真也、声：塩野勝美）                                                 | 長石多可男 |
| 6月1日         | 19   | 純白の正義          | 真っ白の波   | - トードスツールオルフェノク（演：立川真也、声：塩野勝美）                                                 | 長石多可男 |
| 6月8日         | 20   | 美しき刺客          | 加速する魂   | - スコーピオンオルフェノク（声：坂田鉄平） - ドルフィンオルフェノク（声：皆川猿時）（21話）                | 石田秀範   |
| 6月22日        | 21   | 加速する魂          | 加速する魂   | - スコーピオンオルフェノク（声：坂田鉄平） - ドルフィンオルフェノク（声：皆川猿時）（21話）                | 石田秀範   |
| 6月29日        | 22   | 雅人の告白          | 三角の予感   | - ワームオルフェノク（声：田村圭生） - シーキュカンバーオルフェノク（声：河野達郎）（22話）                | 田村直己   |
| 7月6日         | 23   | 偽りの友情          | 三角の予感   | - ワームオルフェノク（声：田村圭生） - シーキュカンバーオルフェノク（声：河野達郎）（22話）                | 田村直己   |
| 7月13日        | 24   | 闇への扉            | 闇の実験者   | - ラビットオルフェノク（声：内山眞人）                                                                     | 長石多可男 |
| 7月20日        | 25   | 闇の実験室          | 闇の実験者   | - ラビットオルフェノク（声：内山眞人）                                                                     | 長石多可男 |
| 7月27日        | 26   | デルタ登場          | デルタ出る   | - フロッグオルフェノク（声：森嶋將士）                                                                     | 石田秀範   |
| 8月3日         | 27   | 流星塾分裂          | デルタ出る   | - | 石田秀範   |
| 8月10日        | 28   | 暗黒の四葉          | デルタ出る   | - | 石田秀範   |
| 8月17日        | 29   | 超絶バイク          | 超絶バイク   | - | 田村直己   |
| 8月24日        | 30   | 雅人の罠            | 超絶バイク   | - スティンクバグオルフェノク（声：塩野勝美）                                                               | 田村直己   |
| 8月31日        | 31   | 折り紙の涙          | 絡み合う糸   | - ソードフィッシュオルフェノク（声：舘正貴）                                                               | 鈴村展弘   |
| 9月7日         | 32   | 絡み合う糸          | 絡み合う糸   | - ソードフィッシュオルフェノク（声：舘正貴）                                                               | 鈴村展弘   |
| 9月14日        | 33   | 真理、死す          | 真実の姿     | - ライノセラスビートルオルフェノク（声：大塚幸太）（33話） - スタッグビートルオルフェノク（声： 千葉誠樹） | 長石多可男 |
| 9月21日        | 34   | 真実の姿            | 真実の姿     | - ライノセラスビートルオルフェノク（声：大塚幸太）（33話） - スタッグビートルオルフェノク（声： 千葉誠樹） | 長石多可男 |
| 9月28日        | 35   | 復活の謎            | 再会と別離と | - ライノセラスビートルオルフェノク（声：大塚幸太）（33話） - スタッグビートルオルフェノク（声： 千葉誠樹） | 石田秀範   |
| 10月5日        | 36   | 甦える記憶          | 再会と別離と | - オクトパスオルフェノク（声：高畑雄亮）                                                                   | 石田秀範   |
| 10月12日       | 37   | カイザの正義        | 彷徨と咆哮   | - ピジョンオルフェノク（声： 青戸昭憲）                                                                    | 鈴村展弘   |
| 10月19日       | 38   | 彷徨える魂          | 彷徨と咆哮   | - バーナクルオルフェノク（声：白井雅士）                                                                   | 鈴村展弘   |
| 10月26日       | 39   | ファイズ2           | 赤ファイズ   | - スロースオルフェノク（演：栗原一馬、声：塩野勝美）（39話） - オクラオルフェノク（声：塩野勝美）          | 田村直己   |
| 11月9日        | 40   | 人間の証            | 赤ファイズ   | - スロースオルフェノク（演：栗原一馬、声：塩野勝美）（39話） - オクラオルフェノク（声：塩野勝美）          | 田村直己   |
| 11月16日       | 41   | 捕獲開始            | 涙する少女   | - フリルドリザードオルフェノク（声：塩野勝美）（41話） - クラブオルフェノク（声：松田悟志）                | 長石多可男 |
| 11月23日       | 42   | 折れた翼            | 涙する少女   | - フリルドリザードオルフェノク（声：塩野勝美）（41話） - クラブオルフェノク（声：松田悟志）                | 長石多可男 |
| 11月30日       | 43   | 赤い風船            | 最後のメール | - バットオルフェノク（声：大塚太心）                                                                       | 石田秀範   |
| 12月7日        | 44   | 最後のメール        | 最後のメール | - バットオルフェノク（声：大塚太心）                                                                       | 石田秀範   |
| 12月14日       | 45   | 王の目覚め          | 王の目覚め   | - バットオルフェノク（声：大塚太心）                                                                       | 田﨑竜太   |
| 12月21日       | 46   | 新社長誕生          | 王の目覚め   | - コーラルオルフェノク（声：成田浬）                                                                       | 田﨑竜太   |
| 12月28日       | 47   | 王の出現            | 雅人、散華   | - アークオルフェノク                                                                                       | 長石多可男 |
| 2004年 1月4日  | 48   | 雅人、散華          | 雅人、散華   | - | 長石多可男 |
| 1月11日        | 49   | 滅びゆく種          | 夢           | - アークオルフェノク                                                                                       | 田﨑竜太   |
| 1月18日        | 50   | 俺の夢              | 夢           | - アークオルフェノク                                                                                       | 田﨑竜太   |

## 放映ネット局
| 放送対象地域  | 放送局           | 系列                          | 備考   |
| ------------- | ---------------- | ----------------------------- | ------ |
| 関東広域圏    | テレビ朝日       | テレビ朝日系列                | 制作局 |
| 北海道        | 北海道テレビ     | テレビ朝日系列                |        |
| 青森県        | 青森朝日放送     | テレビ朝日系列                |        |
| 岩手県        | 岩手朝日テレビ   | テレビ朝日系列                |        |
| 宮城県        | 東日本放送       | テレビ朝日系列                |        |
| 秋田県        | 秋田朝日放送     | テレビ朝日系列                |        |
| 山形県        | 山形テレビ       | テレビ朝日系列                |        |
| 福島県        | 福島放送         | テレビ朝日系列                |        |
| 新潟県        | 新潟テレビ21     | テレビ朝日系列                |        |
| 長野県        | 長野朝日放送     | テレビ朝日系列                |        |
| 山梨県        | テレビ山梨       | TBS系列                       |        |
| 静岡県        | 静岡朝日テレビ   | テレビ朝日系列                |        |
| 石川県        | 北陸朝日放送     | テレビ朝日系列                |        |
| 福井県        | 福井放送         | 日本テレビ系列 テレビ朝日系列 |        |
| 中京広域圏    | 名古屋テレビ     | テレビ朝日系列                |        |
| 近畿広域圏    | 朝日放送         | テレビ朝日系列                |        |
| 島根県 鳥取県 | 山陰放送         | TBS系列                       |        |
| 広島県        | 広島ホームテレビ | テレビ朝日系列                |        |
| 山口県        | 山口朝日放送     | テレビ朝日系列                |        |
| 香川県 岡山県 | 瀬戸内海放送     | テレビ朝日系列                |        |
| 愛媛県        | 愛媛朝日テレビ   | テレビ朝日系列                |        |
| 高知県        | テレビ高知       | TBS系列                       |        |
| 徳島県        | 四国放送         | 日本テレビ系列                |        |
| 福岡県        | 九州朝日放送     | テレビ朝日系列                |        |
| 長崎県        | 長崎文化放送     | テレビ朝日系列                |        |
| 熊本県        | 熊本朝日放送     | テレビ朝日系列                |        |
| 大分県        | 大分朝日放送     | テレビ朝日系列                |        |
| 宮崎県        | 宮崎放送         | TBS系列                       |        |
| 鹿児島県      | 鹿児島放送       | テレビ朝日系列                |        |
| 沖縄県        | 琉球朝日放送     | テレビ朝日系列                |        |

## 評価
編集者で映画プロデューサーの井上伸一郎は、自身の世代が夢中になった「俺たちシリーズ」に近い匂いを感じ、同シリーズで描かれた若い男女の擦れ違いが、本作品のベルトを巡る敵味方の擦れ違いのドラマに類似 していると指摘している。また、オルフェノクなら誰でも変身できる設定は価値観の相対化として秀逸な発想で、変身ベルトが100万本以上の売り上げを出した結果を鑑みても、商業的な発明だったとも評しており、その設定をさらに活かして、登場人物の1人である草加雅人が、別人が変身したカイザに命を奪われる展開には、「さすが敏樹さんだなぁ」と、思わず唸ったとコメントしている。

## 他媒体展開

### 映像ソフト化
いずれも発売元は東映ビデオ。
- ビデオ（VHS、セル・レンタル共通）は全13巻がリリースされている。翌年以降ビデオの発売スケジュールが変更された都合上、11巻以降は次作『仮面ライダー剣』と並行してのリリースとなった。
- 2003年10月21日 - 2004年9月21日にかけてセルDVDがリリースされた。レンタルは2003年10月10日より開始。全13巻で各巻4話（Vol.12とVol.13は3話）収録。12巻と13巻は同時発売。前作「龍騎」まではセルDVDとレンタルDVDのリリース時期に2か月ほどのズレがあったが、本作品以降はセルDVDもレンタルDVDと同年同月にリリースされるようになった。
- 2008年7月21日発売の「石ノ森章太郎 生誕70周年 DVD-BOX」、2009年10月21日発売の「仮面ライダーディケイドVOL. 5」の初回生産特典として、それぞれ本作品の第1話が収録されている。
- 2014年1月10日 - 5月9日にかけて、テレビシリーズのBlu-ray BOXが順次発売された。各巻6話（Vol.3、Vol.6、Vol.8、最終巻は5話）収録。各巻には封入特典としてブックレット（16p）、映像特典として「仮面ライダー555 10年目の同窓会」が収録される。またこれに加えて、BOX1には初回限定特典として全巻収納BOXが、BOX2には映像特典として『てれびくん』付録の『仮面ライダー555 ハイパーバトルビデオ』がそれぞれ付属する。

### 他テレビシリーズ
『仮面ライダーディケイド』
別世界の仮面ライダーファイズとウルフオルフェノク、村上幸平が声を演じるカイザ、その他オルフェノクたちが登場。
『仮面ライダーウィザード』
第52・53話に仮面ライダーファイズとオルフェノクが登場。
『仮面ライダージオウ』
仮面ライダーファイズが2068年の世界に歴代平成仮面ライダーの銅像のひとつとして登場。
EP05・06に仮面ライダーファイズに加え、変身前の乾巧と草加雅人が登場する。

### テレビスペシャル
『仮面ライダーG』
『SmaSTATION!!Presents SMAPがんばりますっ!!』内で放送された作品。仮面ライダーファイズが登場。

### 映画
『劇場版 仮面ライダー555 パラダイス・ロスト』（2003年8月16日公開）
本作品の単独作品。
『劇場版 仮面ライダーディケイド オールライダー対大ショッカー』（2009年8月8日公開）
『仮面ライダーディケイド』の単独作品。仮面ライダーファイズとオルフェノクが登場。
『仮面ライダー×仮面ライダー W&ディケイド MOVIE大戦2010』（2009年12月12日公開）
『仮面ライダーW』と『仮面ライダーディケイド』のクロスオーバー作品。仮面ライダーファイズとオルフェノクとライオトルーパーが登場。
『オーズ・電王・オールライダー レッツゴー仮面ライダー』（2011年4月1日公開）
『仮面ライダーオーズ/OOO』と『仮面ライダー電王』をメインとしたクロスオーバー作品。仮面ライダーファイズと仮面ライダーカイザと仮面ライダーデルタとオルフェノクが登場。
スーパーヒーロー大戦シリーズ
いずれも仮面ライダーシリーズとスーパー戦隊シリーズのクロスオーバー作品。
『仮面ライダー×スーパー戦隊 スーパーヒーロー大戦』（2012年4月21日公開）
仮面ライダーファイズに加えオルフェノクが登場。
『平成ライダー対昭和ライダー 仮面ライダー大戦 feat.スーパー戦隊』（2014年3月29日公開）
乾巧 / 仮面ライダーファイズと草加雅人 / 仮面ライダーカイザとオルフェノク（アークオルフェノク、ホースオルフェノク、ロブスターオルフェノク）が登場。
『スーパーヒーロー大戦GP 仮面ライダー3号』（2015年3月21日公開）
乾巧 / 仮面ライダーファイズとオルフェノクが登場。
『仮面ライダー×仮面ライダー 鎧武&ウィザード 天下分け目の戦国MOVIE大合戦』（2013年12月14日公開）
『仮面ライダー鎧武/ガイム』と『仮面ライダーウィザード』のクロスオーバー作品。武神ファイズが登場。
『劇場版 仮面ライダービルド Be The One』（2018年8月4日公開）
『仮面ライダービルド』の単独作品。仮面ライダーファイズが登場。
『平成仮面ライダー20作記念 仮面ライダー平成ジェネレーションズ FOREVER』（2018年12月22日公開）
『仮面ライダージオウ』と『仮面ライダービルド』をメインとしたクロスオーバー作品。仮面ライダーファイズが登場。
『劇場版 仮面ライダージオウ Over Quartzer』（2019年7月26日公開）
『仮面ライダージオウ』の単独作品。仮面ライダーファイズが登場。
『仮面ライダー 令和 ザ・ファースト・ジェネレーション』（2019年12月21日公開）
『仮面ライダージオウ』と『仮面ライダーゼロワン』をメインとしたクロスオーバー作品。仮面ライダーファイズが登場。

### Vシネクスト
『仮面ライダー555 20th パラダイス・リゲインド』
2024年2月2日劇場先行上映、同年5月29日DVD / Blu-ray発売。テレビシリーズから20年後を描いたVシネクスト作品。

### スピンオフドラマ
『仮面ライダー555殺人事件』
2024年1月28日より東映特撮YouTube Official、東映特撮ファンクラブで配信されたスピンオフドラマ。
キャスト
- 乾巧 / 仮面ライダーファイズ - 半田健人
- 園田真理 - 芳賀優里亜
- 草加雅人 / 仮面ライダーカイザ - 村上幸平
- 胡桃玲菜 - 福田ルミカ
- 菊池条太郎 - 浅川大治
- ヒサオ - 柳川るい
- コウタ - 土師野隆之介
- ケイ - 松澤可苑

スタッフ
- 監督 - 田﨑竜太
- 原作 - 石ノ森章太郎
- 脚本 - 井上敏樹
- アクション監督 - 和田三四郎（B.O.S-Entertainment）
- 音楽 - 松尾早人
- プロデューサー - 白倉伸一郎・松浦大悟（東映）
- 音楽プロデューサー - 飯田真由（avex trax）
- 撮影 - 中村耕太
- V.E - 小山祐輔
- 照明 - 加藤賢也
- 録音 - 蟻川真矢
- スクリプター - 梅木望帆
- 美術 - 江口亮太
- 装飾 - 権田光典
- キャラクターデザイン - PLEX
- 編集 - 柳澤和子
- 整音 - 原口崇正
- 音響効果 - 桑原秀綱
- 選曲 - 河村利典
- オンライン編集 - 初野百花
- 制作担当 - 伊藤隆幸
- 助監督 - 作野良輔
- ラインプロデューサー - 下前明弘
- 制作プロダクション - 東映テレビ・プロダクション
- 製作 - 東映特撮ファンクラブ

| 配信日         | 配信回 | サブタイトル |
| -------------- | ------ | ------------ |
| 2024年01月28日 | 1      | 問題編       |
| 05月05日       | 2      | 解決編       |

### Webドラマ
『dビデオスペシャル 仮面ライダー4号』
乾巧 / 仮面ライダーファイズと海堂直也 / スネークオルフェノクが登場。他に第3話に本作品第50話（最終回）の映像も一部使用されている。
『仮面ライダーリバイス The Mystery（ザ・ミステリー）』
海堂直也 / スネークオルフェノクが登場。
『仮面ライダーアウトサイダーズ』
園田真理、仮面ライダーデルタ、アークオルフェノクが登場。
『仮面ライダーガッチャードVS仮面ライダーレジェンド』
仮面ライダーカイザが登場。

### 仮面ライダー555 Hondaチーム

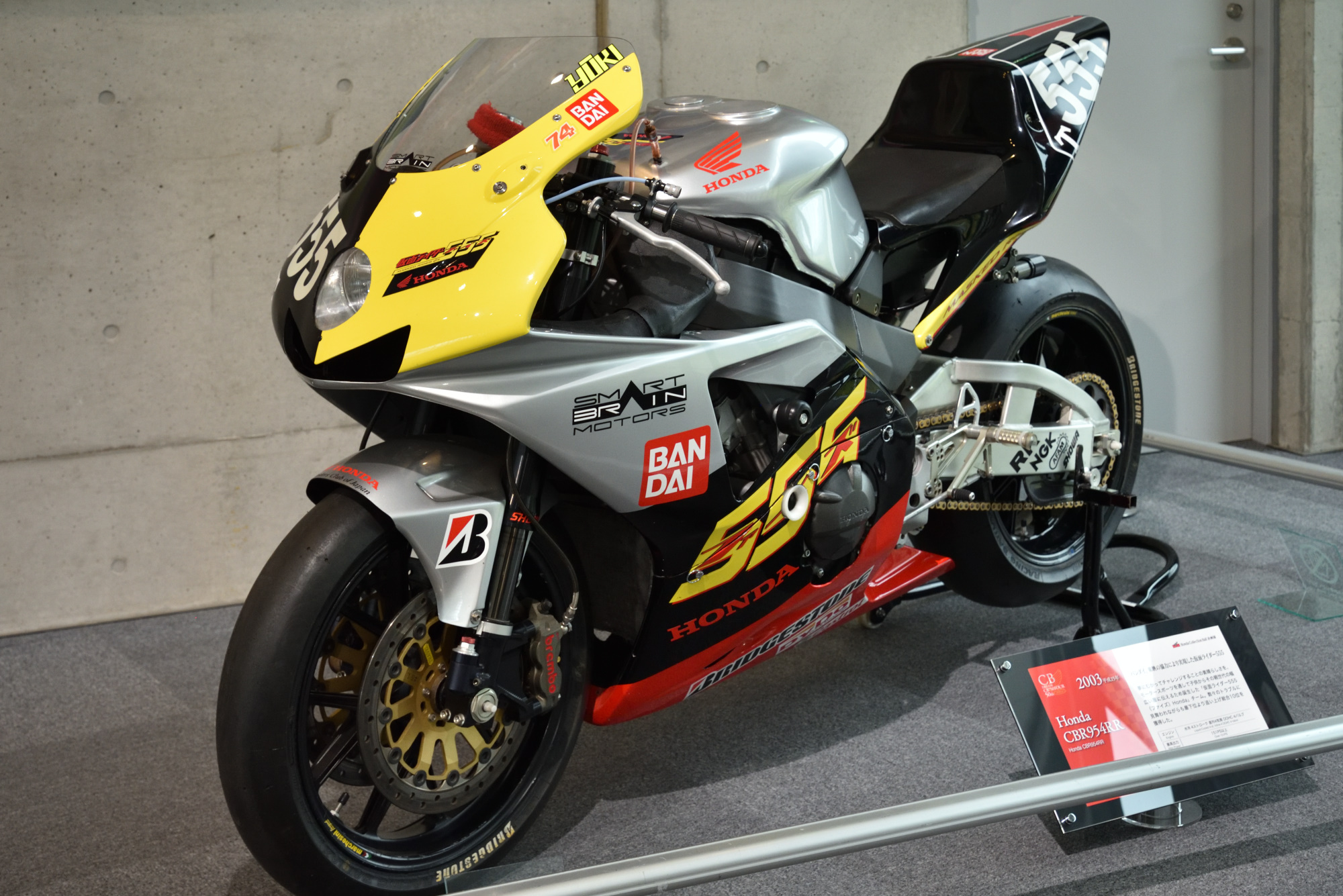
2003年鈴鹿8時間耐久レースに出場した仮面ライダー555 HondaチームのCBR954RR

本作品にバイクなど車両を提供しているホンダが「仮面ライダー555 Honda」チームを結成し、鈴鹿8時間耐久ロードレースへのエントリーを行った（チーム運営は「桜井ホンダ」が協力）。レースにおいては、他チームのトラブルに巻き込まれたが、結果は70チーム中、総合10位での完走を果たした。このレースには、参加ライダーがファイズとカイザをモデルとしてデザインされたヘルメットとスーツを着て出場していた。また、チーム監督である宮城光とファイズのスーツを着てレースに参戦した山口辰也は、翌年も「仮面ライダー剣 Honda」チームに再招集された。
- 監督 - 宮城光
- ファイズ - 山口辰也
- カイザ - 高橋裕紀

### 舞台
『MASKED RIDER LIVE&SHOW 〜十年祭〜』
仮面ライダーファイズと仮面ライダーカイザとライオトルーパーが登場。

### 小説
『仮面ライダー555 正伝 ―異形の花々―』
著 - 井上敏樹
講談社（マガジン・ノベルス・スペシャル）刊、2004年8月17日発売。ISBN 978-4-06-330413-8
本作品の脚本を担当した井上敏樹によるノベライズ。50話という長いスパンや玩具展開、子供への考慮などを廃した純粋な555の物語と井上はコメントしている。登場人物は必要最低限（巧、真理、啓太郎、勇治、結花、直也、雅人、沙耶）に絞られており、心情描写を中心に描かれている。また、スマートブレイン社やオルフェノクの王が存在しないなどの相違もある。
『小説 仮面ライダーファイズ』
著 - 井上敏樹
講談社（講談社キャラクター文庫）刊、2013年1月30日発売。ISBN 978-4-06-314854-1
『異形の花々』の再録（井上敏樹、村上幸平による後書き除く）に加え、新規に書き下ろした後日譚の『五年後』が追加されている。
『555』
著 - 桜庭一樹
角川書店刊、2003年8月25日発売。ISBN 978-4-04-873489-9
劇場版『仮面ライダー555 パラダイス・ロスト』の小説版。劇場版 仮面ライダー555 パラダイス・ロスト#他媒体展開を参照。
『S.I.C. HERO SAGA』
著 - 早瀬マサト
「MASKED RIDER 555 EDITION -ロスト・ワールド-」
劇場版『仮面ライダー555 パラダイス・ロスト』のプロローグ。
「MASKED RIDER AGITΩ EDITION -HEAVEN'S DOOR-」
雑誌掲載時は『仮面ライダーアギト』と同じ世界であるかのような設定で描かれていたが、『S.I.C. HERO SAGA VOL.2』掲載版ではそれをうかがわせる設定が変更になっている。

### オリジナルビデオ・オリジナルDVD
『仮面ライダー555 ハイパーバトルビデオ』
幼児向け雑誌『てれびくん』の応募者全員プレゼントVHSの短編。
後述のファイズサウンダーが登場することから全編コミカルなミュージカル仕立てとなっており、ファイズ（巧）・カイザ（雅人）・デルタの特徴を歌った3つのオリジナル曲をBGMにした前半部の総集編、そして後半部はスマートブレイン社が企む謎の作戦「全日本ミュージカル化計画」を阻止するため戦うファイズの激闘（実は巧の夢）を、豪華な衣装を着た主要な登場人物の歌と踊りを交えて描く。『てれびくん』誌上で行われた「ファイズ新武器アイデアコンテスト」の最優秀賞であるオリジナルファイズギア「ファイズサウンダー」は同作品のみの登場となる。デルタの歌ではデルタギアが持ち主を転々とする迷走ぶりを歌っている。
キャスト
- 乾巧 - 半田健人
- 園田真理 - 芳賀優里亜
- 菊池啓太郎 - 溝呂木賢
- 木場勇治 - 泉政行
- 長田結花 - 加藤美佳
- 海堂直也 - 唐橋充
- スマートレディ - 栗原瞳

スーツアクター
- 仮面ライダーファイズ - 高岩成二
- 伊藤慎
- 水谷健
- 矢部敬三
- 渡辺淳
- 押川善文
- フロッグオルフェノク（ハイパーバトルビデオ） - 岡元次郎

スタッフ
- 原作 - 石ノ森章太郎
- 作曲・編曲 - 亀山耕一郎（ジェニュイン）
- 作詞 - 武部直美
- 振付 - 彩木映利
- アクション監督 - 宮崎剛
- プロデュース - 白倉伸一郎、武部直美、宇都宮孝明
- 制作協力 - 東映
- ビデオ制作 - 東映ビデオ
- 監督 - 石田秀範
- 製作・発行 - 小学館

『仮面ライダーディケイド 超アドベンチャーDVD 守れ！〈てれびくんの世界〉』
『仮面ライダーディケイド』のオリジナルDVD。仮面ライダーファイズが登場。
『仮面ライダージオウ NEXT TIME ゲイツ、マジェスティ』（2020年4月22日発売）
『仮面ライダージオウ』のVシネクスト作品。本作品より草加雅人 / 仮面ライダーカイザ、仮面ライダーファイズ ブラスターフォーム、アークオルフェノクが登場。

### ゲーム
『仮面ライダー555』
バンダイより2003年12月18日にPlayStation 2用の格闘アクションゲームとして発売。
ライダー作品で初めてPlayStation 2で発売されたソフトである。グラフィックなどはPlayStationのソフトと比べて進化しているが、媒体はCD-ROMである。登場するキャラクターはテレビシリーズのレギュラーキャラクターのみで、ゲストオルフェノクや劇場版のみのキャラクターは登場しない。
クリムゾンスマッシュなどの必殺技を発動させた瞬間、プレイヤー同士でボタンを連打し、攻撃側が連打数が多ければ必殺技が炸裂、被弾する側が多ければ防御に成功する、というシステムが導入されている。

### ネット配信
CS放送
- 東映チャンネル…2007年8月 - 2008年2月（「石ノ森章太郎劇場」枠）、2009年12月 - 2010年6月（「アンコールアワー」枠）、2019年1月- 6月（超解像版）、7月 - 12月 （超解像版）
- テレ朝チャンネル1…2011年4月 - 2012年3月
- ファミリー劇場…2013年

ネット配信
- 東映特撮 YouTube Official…2012年1月23日 - 7月15日、2017年1月6日 - 6月30日、2023年2月25日 - 8月19日
- 東映特撮ニコニコおふぃしゃる…2019年4月21日 - 2020年3月29日

### コミカライズ
『仮面ライダー555』
著：坂井孝行。
『小学一年生』2003年4月号 - 2004年3月号連載。
『仮面ライダー913』
原作：石ノ森章太郎、脚本：井上敏樹、協力：村上幸平、作画：かのえゆうし。
『電撃マオウ』（KADOKAWA）2019年11月号から2022年3月号まで連載された草加雅人 / 仮面ライダーカイザを主人公とした漫画。東映特撮ファンクラブでも配信。物語はテレビシリーズのパラレルワールドにあたる。時代設定は発表時の現代であり、テレビシリーズの時代には存在しなかったスマートフォンなども登場する。